# Thot

Thot

Thot (scritto anche Toth o Thoth, o  Theuth per i Greci, tutti dal greco Θώθ) è una divinità egizia che appartiene alla religione dell'antico Egitto, della sapienza, della scrittura, della magia, della misura del tempo, della matematica e della geometria. È rappresentato sotto forma di ibis sacro, uccello che volava sulle rive del Nilo, o sotto forma (meno frequente) di babbuino. Inoltre era protettore degli scribi.

## Etimologia e traslitterazione
Il nome egizio del dio è:
| G26 |

da cui il termine usuale di dio-ibis
con le varianti 
| I10 | V28 | G43 | t · Z4 |

| D46 | V28 | G43 | t · Z4 |

la cui traslitterazione è ḏḥwty (possibile lettura, in italiano, Djehuty, più precisamente ḏiḥawtī).

## Thot egizio
Originario del 3º distretto del Basso Egitto, capitale Damanhur (Ermopoli Parva), comparve già nel periodo predinastico.
Però la città dove venne maggiormente adorato fu Ermopoli ("Città degli Otto"), capitale del 15º distretto dell'Alto Egitto, dove era rappresentato in sembianza di ibis, di cinocefalo e anche di toro.
Nella teogonia di Ermopoli Thot assunse un ruolo di grande rilevanza e fu considerato una delle divinità creatrici del mondo. Come divinità lunare fu associato con il sole morto in quanto la luna stessa (Iah) compare raramente nella teologia egizia. Come i cicli della luna regolavano molti dei rituali religiosi ed eventi civili della società egiziana, così Thot fu considerato anche il primo regolatore di queste attività.

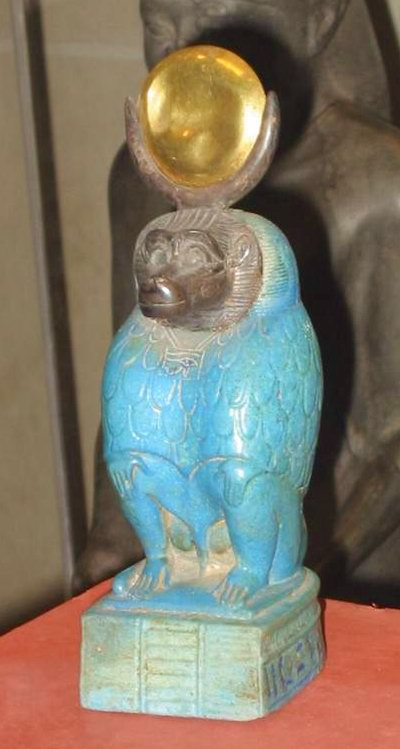
Il dio Thot raffigurato come un babbuino (Museo del Louvre)

Paredra di Thot fu Seshat che con lui divideva il compito di scrivere nomi e imprese dei defunti sulle foglie dell'albero ished; secondo altre tradizioni sposa di Thot fu anche la dea-rana Heket e la sua compagna Seshat.
In quanto inventore della scrittura e patrono degli scribi fu questo ruolo che ebbe anche nei confronti del dio Ra di cui era segretario e visir.
Nella Duat, il mondo degli inferi, aiutava Osiride che giudicava le anime dei morti nella psicostasia.
È stato identificato con il dio greco Ermes o Ermete Trismegisto.

## Thot presso i Greci
In un dialogo platonico, il Fedro, Thot viene nominato (come Theuth), in un breve apologo proposto da Socrate per contestare l'importanza della scrittura, di cui il dio egizio sarebbe stato l'inventore, a favore dell'oralità — che all'epoca di Socrate era ancora molto sviluppata — che da sola permetterebbe all'uomo di "possedere" nella propria memoria quello che la fredda scrittura fissa su supporti materiali.
Il mitografo Filone chiama Taaut un dio, figlio di Crono, che corrisponde al dio Thot degli Egizi. Secondo altre fonti la divinità è invece collegabile a Giano.

## Thot presso i Fenici
La Praeparatio evangelica riferisce che il mitografo fenicio Sanconiatone attesta la presenza del dio Taaut presso i fenici, ideatore della scrittura come il dio Toth.
L'autore lo identifica con Ermes, lo pone come successore di Misor al trono d'Egitto e riferisce che gli Egizi lo chiamarono Thoyth e gli alessandrini Thoth.

## Thot nei tempi moderni
- Thot è presente nel romanzo/serie televisiva fantasy mitologico American Gods di Neil Gaiman sotto il nome di signor Ibis, comproprietario dell'agenzia di pompe funebri Jacquel&Ibis insieme al dio Anubi
- Un'ipotesi sull'origine dei Tarocchi fa riferimento al Libro di Thot, nel quale sarebbero contenute delle conoscenze antiche originariamente trasmesse all'uomo da questa divinità. Esiste anche uno specifico mazzo di tarocchi creato da Aleister Crowley e Lady Frieda Harris.
- Thot compare anche nella saga letteraria The Kane Chronicles: ha un ruolo di rilievo nel primo romanzo, La piramide rossa, mentre nel secondo, Il trono di fuoco compare brevemente, per poi tornare a essere un personaggio rilevante nel terzo, L'ombra del serpente.
- Thot appare nel capitolo Stardust Crusaders del manga e anime Le bizzarre avventure di JoJo, come stand appartenente a Boingo, un personaggio a servizio di Dio Brando. Questo stand, che si trova sotto forma di libro a fumetti, ha il potere di predire il futuro, anche se solo in termini di eventi principali senza andare troppo nei dettagli.
- Thot compare come personaggio giocabile nel videogioco Smite.
- Il rapper Ghostemane gli dedica una canzone chiamata cult of thot nell'album Plagues del 2016
- Thot è uno dei protagonisti nei romanzi fantasy La morte degli dèi di Franz Palermo. Rinato in un corpo umano e senza più i ricordi della sua esistenza divina, si troverà coinvolto in un'epica Guerra Santa.
- Mr Thoth è il nome di un anziano personaggio secondario nel romanzo breve L'incanto del lotto 49 di Thomas Pynchon